# Île Colón
L'île Colón est une île du Panama située dans la baie d'Almirante appartenant administrativement à la province de Bocas del Toro. 

## Description
L'île est la plus septentrionale de l'archipel de Bocas del Toro, séparant la baie d'Almirante de la mer des Caraïbes. La capitale de la province, Bocas del Toro, y est située. Elle possède un aéroport et l'île est très touristique avec plus de 150 000 visiteurs par an. Plusieurs marinas sont disponibles

## Galerie
|                          |
| Île Colón (localisation) |